# Netta erythrophthalma
Netta erythrophthalma, conhecida popularmente como paturi-preta,  negrinha ou marreca-preta, é uma ave anseriforme da família Anatidae.

## Nomes populares
No Brasil, nome "paturi-preta" foi selecionado como nome vernáculo técnico para a espécie pelo Comitê Brasileiro de Registros Ornitológicos. Conforme o Dicionário de Tupi Antigo (2013), o nome paturi viria do tupi potiry.

## Características
A paturi-preta mede aproximadamente 43 cm de comprimento. Apresenta plumagem marrom bem escura, brilhante no macho, bico azulado e asas com largas faixas brancas que atravessam a base das rêmiges e são visíveis apenas durante o voo. A íris pode ser vermelha ou amarela.
Habita grandes corpos de águas profundas. Alimenta-se de sementes, raízes e plantas aquáticas, além de pequenos animais, como insetos, moluscos e crustáceos. Ave de hábitos geralmente sedentários, sociáveis e gregários, já foram registrados grupos em altitudes acima dos 5.000 metros.

## Distribuição
Apresenta duas subespécies:
- N. e. erythrophthalma (Wied-Neuwied, 1833): ocorre na América do Sul, em populações dispersas e locais, do Suriname, Venezuela e Colômbia à Argentina e Chile. No Brasil, ocorre do Ceará a Alagoas, Minas Gerais, Rio de Janeiro, São Paulo e Paraná.
- N. e. brunnea (Eyton, 1838): é encontrada na África, da África do Sul à Etiópia e em Angola.